# فاطمة أهل تكرور
فاطمة أهل تكرور هي سياسية ونائبة برلمانية مغربية من أصول صحراوية وُلدت في مدينة الداخلة في المغرب.

## مسيرتها المهنية
أنتخبت فاطمة أهل تكرور كعضو في البرلمان المغربي في الانتخابات التشريعية المغربية لعام 2016 وحتى عام 2021 عن الدائرة الانتخابية الوطنية الجزء الأول المخصص للنساء كممثلة لحزب العدالة والتنمية، وضمن الكتلة البرلمانية لنفس الحزب، وكانت عضو في لجنة العدل والتشريع وحقوق الإنسان في البرلمان المغربي.